# Poligraf
Poligraf (poli- + -graf) je popularno nazvan "detektor laži". To je uređaj kojim je moguće mjerenje i registriranje većega broja fizioloških funkcija, npr. pulsa, krvnoga tlaka, tjelesne temperature, disanja i dr. Budući da pri čuvstvenom uzbuđenju dolazi do promjena pojedinih fizioloških funkcija koje se mogu registrirati s pomoću poligrafa, taj se uređaj koristi u kriminalistici za provjeravanje istinitosti iskaza osoba koje se nalaze pod istragom.

## Zanimljivosti
U Republici Hrvatskoj po zakonu prikupljeni podaci nisu dokaz na sudu, osim u Americi i Makedoniji. Godišnje u Hrvatskoj se napravi oko 3000 ispitivanja. Točnost poligrafa od 1000 ispitanika je oko 90%.
Detektor laži, u nekim posebnim okolnostima (teška ubojstva ili nešto slično tome) okrivljenik može biti poslan u posebne prostorije gdje se testira na detektoru laži, gdje se gleda znojenje, midrijaza (zjenica se širi zbog straha) i druge stvari, putem skrivene kamere.
Zavaravanje poligrafa je moguće, ali te posebne metode o zavaravanju poligrafa se uče u sklopu usavršavanja profesionalnih vojnika.
Aparat bilježi fiziološke parametre, ali ako ispitivač nije dobro svladao tehniku očitavanja poligrama, može doći do pogreške. Tj. ne može se prevariti poligraf već poligrafskog ispitivača. I vješt kriminalist se može prevariti da donese pogrešno mišljenje, ako se radi o osobama koji su psihički bolesnici. Najčešće se opovrgavaju poligrafskom ispitivanju ubojice, silovatelji, te ostali počinitelji teških pronevjera.
Evo nekoliko već poznatih metoda:
- Raznim tabletama za tlak prije testa na poligrafu remetite svoj krvni tlak i funkciju srca.
- Imajte na umu da ispitivač nije vaš prijatelj.
- Izrazito mirnim razgovorom ispitivač može pokušati dobiti reakcije od vas koje se temelje na strahu.
- Postoje tri osnovne vrste pitanja: nevažna, relevantna i kontrolna. Na koja se odgovaramo izričito samo s „DA“ ili „NE“. Može ih biti od najčešće tri i do najrjeđe osam. Svrstana su u dva glasna i jedan tihi test. Ponavljaju se u par navrata ista pitanja, samo drugim redoslijedom.
- Prikrivajte svoje znanje o poligrafu.
- Odgovorite na pitanja čvrsto, ozbiljno i bez oklijevanja.
- Dišite normalno.
- Podijelite neki veliki broj u glavi.
- Razmišljanje o nečemu uzbudljivom i zastrašujućem
- Prouzročite laganu bol, a neprimjetnu.
- Odbijanje razgovora s ispitivačem prije i poslije testnog razgovora (tu se prati verbalna i neverbalna komunikacija)

itd.
2. Drugo značenje riječi poligraf je vrlo plodan i mnogostran pisac, pejorativno: svaštar.